# Бис!
«Бис!» — второй сольный альбом Сергея Бабкина, вышедший в 2005 году. Содержит песни, не вошедшие в дебютную пластинку «Ура!», которая была выпущена годом ранее.

## Об альбоме
Все песни для альбома «Бис!» были записаны 13 августа 2002 года в ходе пятичасовой студийной сессии в харьковской студии «М. А.Р. Т.». Музыкант исполнил тридцать композиций, среди которых для дебютного альбома были отобраны четырнадцать, а позже к ним добавились ещё две — «Чао-чао» и «Лилька». По прошествии времени Бабкин вспомнил о неиспользованном материале и решил издать его отдельным диском. Практически все песни остались без изменений по сравнению с сессией 2002 года, кроме «Фокуса» и «Хорошо», которые были перезаписаны 30 мая 2005 года в той же местной студии. Звукорежиссёром исходных композиций был Сергей Кондратьев, а двух последних — Владимир Филатов.
В записи приняли участие кларнетист Сергей «Сова» Савенко, отметившийся на песнях «Дурак» и «Фокус», а также Ефим Чупахин, которому принадлежит партия электропиано в последней. Вокальные и гитарные партии исполнил сам Сергей Бабкин.
Являясь, по сути, неотъемлемой частью первого сольного альбома Бабкина, «Ура!» совпадал с ним стилистически. Шестнадцать песен своими мелодиями и интонациями напоминали бардовскую песню и клуб самодеятельной песни (КСП) времён СССР. В то же время, тексты были более резкими и ироничными, а манера исполнения делала Бабкина похожим на исполнителя русского шансона.
Рита Скитер в своей рецензии на сайте Intermedia назвала 67-минутный альбом «нелёгким испытанием для ушей». По её мнению, на диске практически не было хороших песен, так что он мог понравиться разве что преданным поклонникам «Пятницы».

## Список композиций
1. Дурак
2. Наша сказка
3. Не люблю
4. Зачем нужны слова
5. Америка
6. Крестики-нолики
7. Герой
8. Ой, ой, ой
9. Чёрная тоска
10. Фокус
11. Пессимистическая
12. Время
13. Вольная
14. Героям
15. Хочется…
16. Хорошо![2]

## Участники
- Сергей Бабкин (гитара, вокал)
- Сергей Савенко (кларнет)
- Ефим Чупахин (родес-пиано)[2]